# Roger Orlik

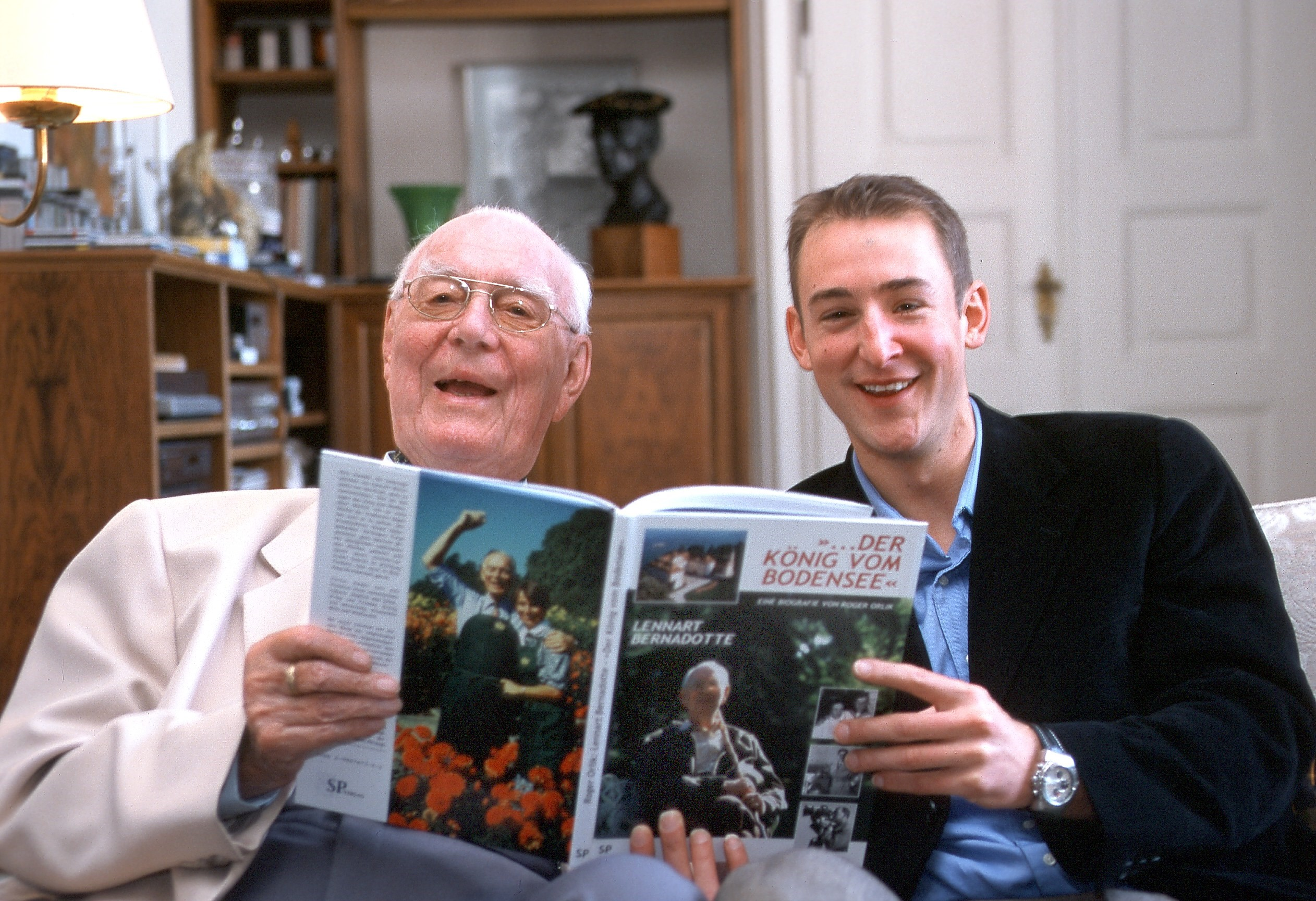
Graf Lennart Bernadotte mit Biograf Roger Orlik im Jahre 2002 auf der Insel Mainau

Roger Orlik (* 1974 in Sigmaringen) ist ein deutscher Journalist, Autor und Verleger.

## Leben
Roger Orlik studierte an der Universität Konstanz Germanistik, Philosophie, Kunst- und Medienwissenschaft und erwarb 2001 den akademischen Grad des Magister.
Schon während seines Studiums war er als freier Journalist für verschiedene Presseagenturen, Verlage und Medien tätig. 1994 begründete er zusammen mit Verleger Bernd Blatt das regionale Kulturmagazin „Albmagazin“ für Hohenzollern/Oberschwaben. Seit 2002 ist Roger Orlik als Autor und Verleger selbständig, seit 2010 unterrichtet er zudem an der Bertha-Benz-Schule Sigmaringen die Fächer Deutsch und Philosophie/Ethik.

## Werke (Auswahl)
Als Autor veröffentlichte er folgende Werke:
- Gotthilf Fischer – Meine Straße des Lebens. Ein Porträt. SP-Verlag, Albstadt 2000, ISBN 3-9807873-4-6.
- Lennart Bernadotte. „Der König vom Bodensee“; Biografie. SP-Verlag, Albstadt 2002, ISBN 3-9807873-2-X.
- Bilder eines Wüstenkriegs. Der Wüstenfeldzug Erwin Rommels aus der Sicht des Ebinger Kriegsfotografen Erwin Seeger. SP-Verlag, Albstadt 2005, ISBN 3-9809409-0-X (medienhistorisches Sachbuch).
- Ölschieferwerk Frommern – Industriereportage (1947). SP-Verlag, Albstadt 2002, ISBN 3-9807873-1-1. (gemeinsam mit Immo Opfermann)

Als Herausgeber:
- I.K.H. Diane Herzogin von Württemberg, Prinzessin von Frankreich. Leben und Werk. SP-Verlag, Albstadt 2001 (Kunstband).
- Die schnellen Zwanzigerjahre. Geschichte der Cyclecars und Voiturettes. SP-Verlag, Albstadt 2005, ISBN 3-9809409-2-6.
- Im Flugzeug über Ebingen – Luftaufnahmen von 1927 – eine Sammlung von Original-Aufnahmen aus dem Ebinger Flugzeug. SP-Verlag, Albstadt 2007, ISBN 978-3-9811017-3-7.